# U-Bahnhof Loria

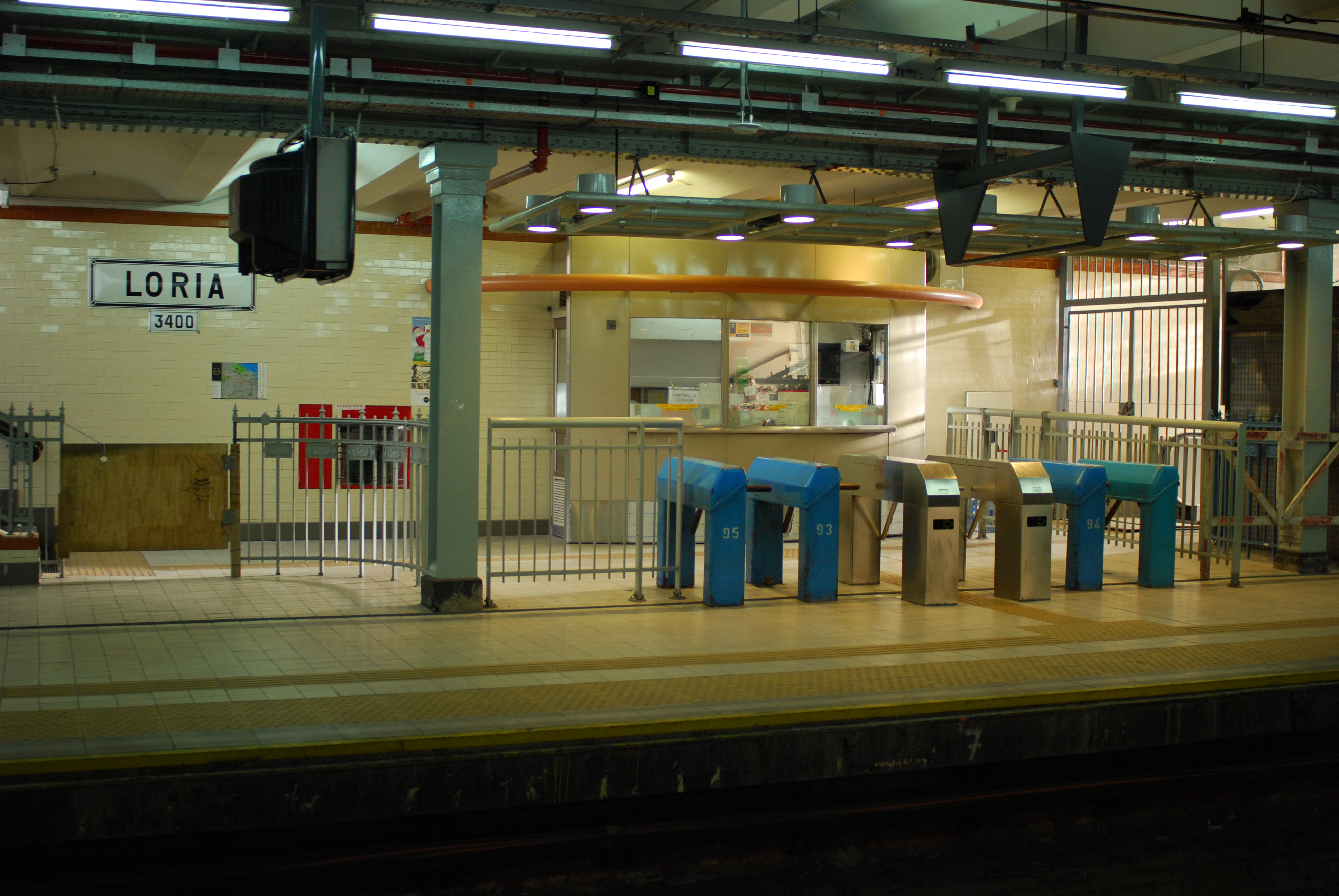
Blick auf den nördlichen Seitenbahnsteig mit Fahrkartenschalter und Zugangssperren

Der U-Bahnhof Loria ist eine Station der Linie A der Subterráneos de Buenos Aires und ist Teil des Abschnittes Plaza Miserere–Río de Janeiro, der am 1. Abril 1914 als Verlängerung eröffnet wurde. Der U-Bahnhof befindet sich unterhalb der Avenida Rivadavia zwischen den Straßen Calle Billinghurst / Calle Virrey Liniers und Calle Sánchez de Bustamante / Calle Sánchez de Loria. Die Straße beziehungsweise der U-Bahnhof ist nach Mariano Sánchez de Loria benannt, einem Priester, der die koloniale Provinz Charcas im Kongress von Tucumán vertrat und Unterzeichner der Unabhängigkeitserklärung war. Wie auch die anderen Bahnhöfe der Strecke, erhielt dieser zwei Seitenbahnsteige. Als Kennfarbe für das Bahnhofsmobiliar, die Säulen und Zierleisten wurde ein Grau gewählt. Die Wände sind weiß / beige gefliest.

## Anbindung
Am U-Bahnhof bestehen Umsteigemöglichkeit zu zahlreichen Bussen (colectivos).
| Linie | Verlauf |
| ----- | --- |
|       | Plaza de Mayo – Perú – Piedras – Lima – Sáenz Peña – Congreso – Pasco – Alberti – Plaza Miserere – Loria – Castro Barros – Río de Janeiro – Acoyte – Primera Junta – Puán – Carabobo – San José de Flores – San Pedrito |